# Робертс, Карен
Карен Линн Робертс (англ. Karen Lynn Roberts; род. 10 июня 1967, Кейптаун) — южноафриканская хоккеистка на траве, полевой игрок. Участница летних Олимпийских игр 2000 года.

## Биография
Карен Робертс родилась 10 июня 1967 года в южноафриканском городе Кейптаун.
В 1998 году в составе женской сборной ЮАР по хоккею на траве участвовала в чемпионате мира в Утрехте, где она заняла 7-е место. Мячей не забивала.
В том же году выступала в хоккейном турнире Игр Содружества в Куала-Лумпуре, где южноафриканки стали пятыми.
В 2000 году вошла в состав женской сборной ЮАР по хоккею на траве на летних Олимпийских играх в Сиднее, занявшей 10-е место. Играла в поле, провела 6 матчей, мячей не забивала. Была капитаном команды.
В том же году участвовала в Трофее чемпионов в Амстелвене, где сборная ЮАР заняла 5-е место.